# Ricker Hills
Die Ricker Hills sind eine größtenteils eisfreie Gruppe von Hügeln im ostantarktischen Viktorialand. Sie erstrecken sich über eine Länge von 14,5 km westlich des Hollingsworth-Gletschers in den Prince Albert Mountains.
Die Südgruppe der New Zealand Geological Survey Antarctic Expedition (1962–1963) benannten ihn nach dem Geologen John F. Ricker, Teilnehmer dieser und der Expedition der Ohio State University zu den Horlick Mountains (1961–1962).